# Андреевка (Гагаринский район)
Андре́евка — деревня в Гагаринском районе Смоленской области России, входящая в состав Покровского сельского поселения. Население деревни составляет 14 жителей (2007 год). 
Андреевка расположена в северо-восточной части области в 24 км к юго-западу от Гагарина, в 16 км южнее автодороги М1 «Беларусь», на берегу реки Малая Гжать. В 25 км северо-восточнее деревни расположена железнодорожная станция Гагарин на линии Москва — Минск. По соседству с Андреевкой находится (вплотную примыкает) деревня Каменка. По маршруту №113 ходит регулярный автобус «Гагарин – Андреевка». 

## История
В годы Великой Отечественной войны деревня была оккупирована гитлеровскими войсками в октябре 1941 года, освобождена в марте 1943 года.